# 薪水給与令
薪水給与令（しんすいきゅうよれい）とは、江戸時代後期に江戸幕府が打ち出した外国船に対して飲料水・燃料の給与を認める法令である。

## 概要
19世紀初頭、ロシア帝国のニコライ・レザノフをはじめ、外国船が日本に通商を求めて来航するようになった。そこで徳川家斉統治下の幕府は文化3年（1806年）に「文化の薪水給与令（文化の撫恤（ぶじゅつ）令）」を出し、穏便に出国させる方向性を打ち出すこととなった。だが、翌年の文化露寇（ぶんかろこう）を受けて、ロシア船打払令が出され、ロシア船に対してはわずか1年で撤回された。フェートン号事件や、その後もイギリス船やアメリカ船が日本海に出没したことから、文政8年（1825年）に方針を転換し、ロシア以外の異国船も対象とした異国船打払令が打ち出されした。
しかし、モリソン号事件を契機に批判が高まった上に、天保11年（1840年）のアヘン戦争における清の劣勢に驚愕した江戸幕府は、政策を転換し、天保13年（1842年）には遭難した船に限り給与を認める「天保の薪水給与令」を発令した。